# Villar San Costanzo
Villar San Costanzo (en français Villars-Saint-Constant) est une commune de la province de Coni dans le Piémont en Italie située à environ 70 kilomètres au sud-ouest de Turin et à environ 15 kilomètres au nord-ouest de Coni. 

## Géographie
La commune de Villar San Costanzo a une superficie de 19,5 kilomètres carrés. En août 2007, sa population s'élevait à 1 474 habitants. Les communes frontalières sont : Busca, Dronero, Roccabruna, et Valmala.
Dominée par le mont San Bernardo (1 625 m), elle ouvre sur la réserve naturelle de Ciciu del Villar (it), d'après une formation géologique locale, des demoiselles-coiffées qui ont été formées par l'érosion naturelle. Elles sont à l'origine de la légende locale selon laquelle ces pierres sont des soldats romains miraculeusement pétrifiés avant qu'ils ne portent atteinte à saint Costanzo.

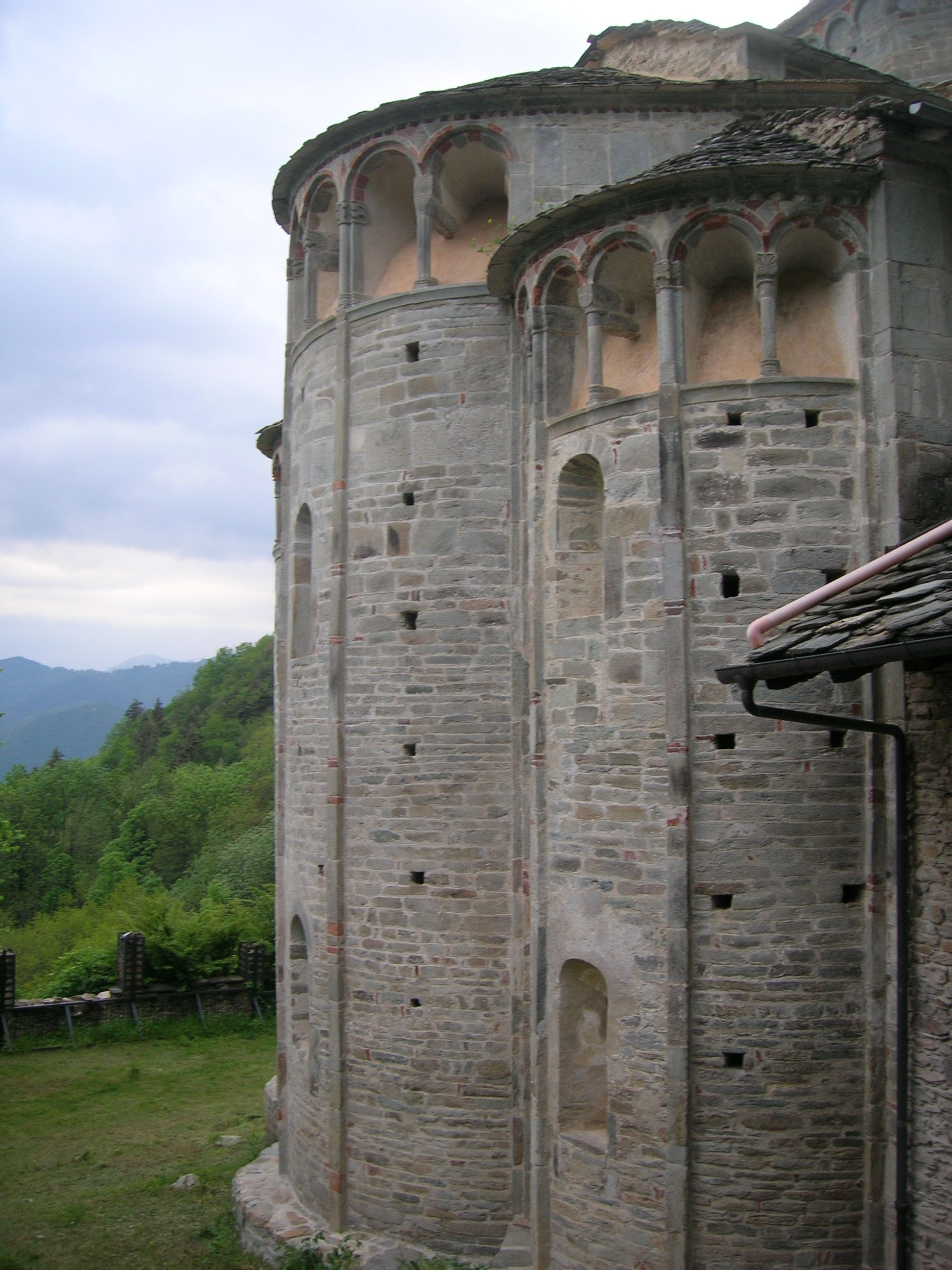
Sanctuaire de San Costanzo al Monte.
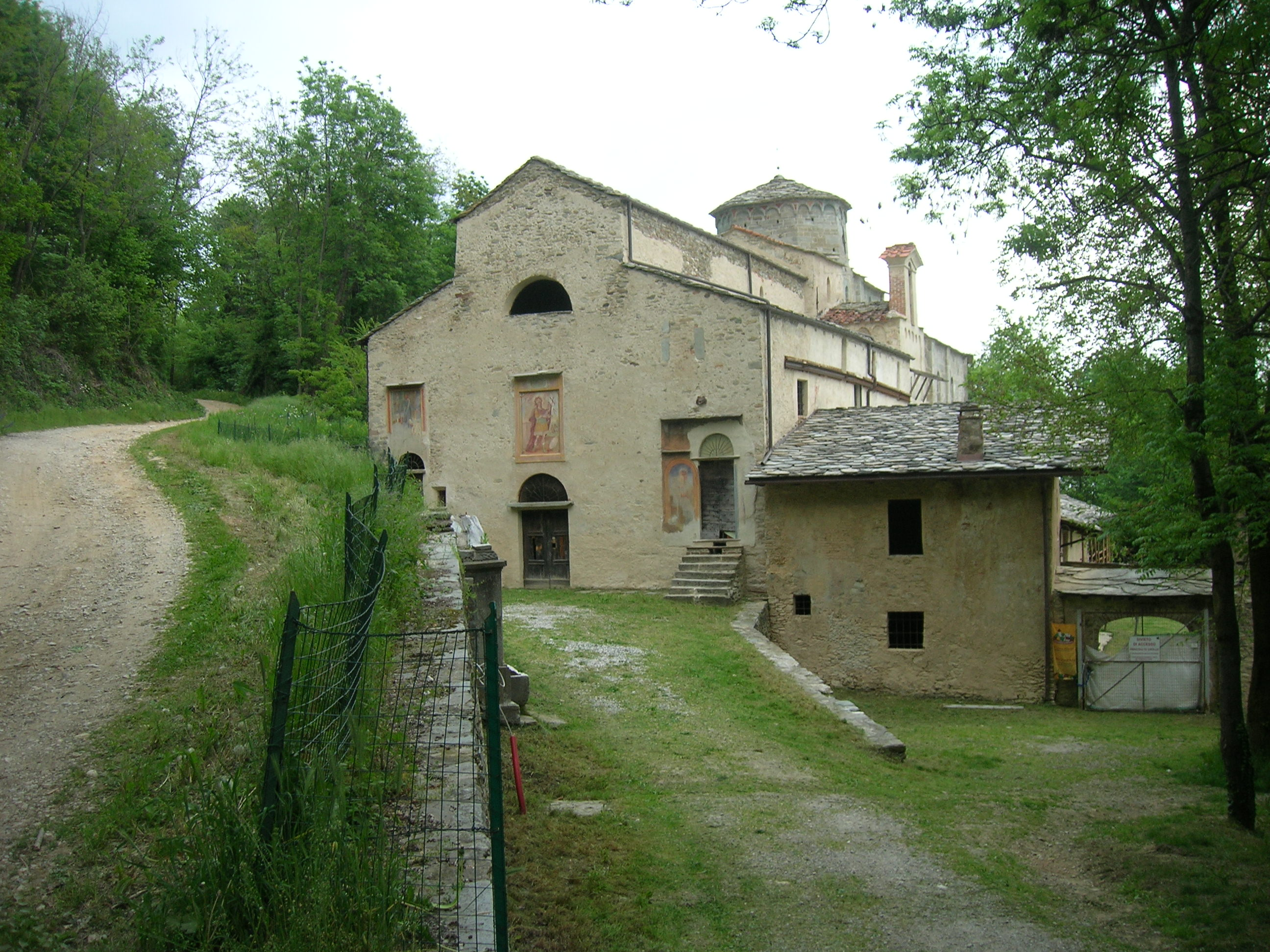
Sanctuaire de San Costanzo al Monte.
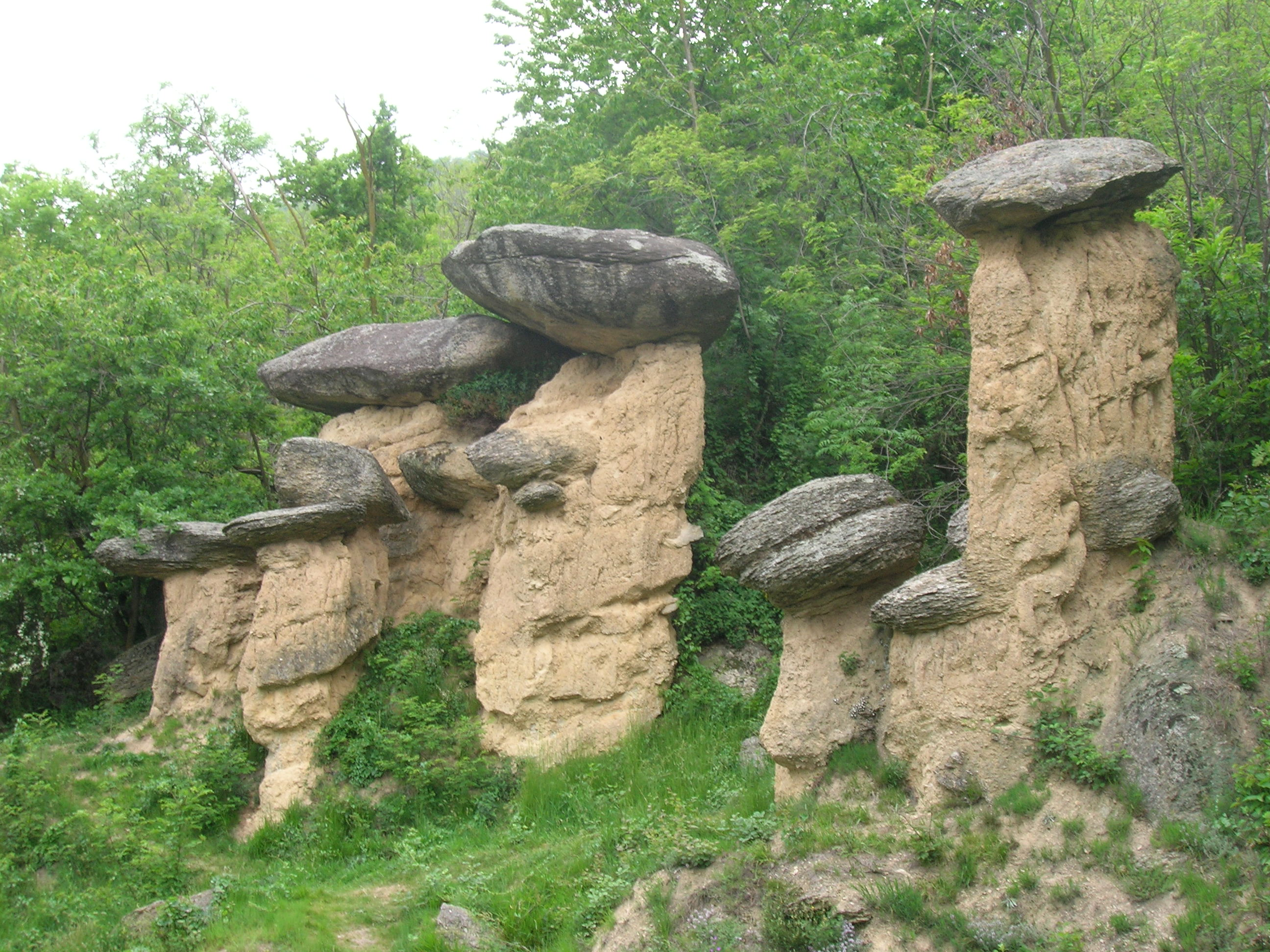
Demoiselles-coiffées du « Ciciu del Villar ».

## Histoire
Les vestiges antiques les plus anciens de la civilisation du Val Maira proche ont été découverts à Busca (à 6 km), des stèles funéraires étrusques, des tombes celtiques à Villar San Costanzo. 
Cette zone est conquise par les Romains seulement en 14 av. J.-C. (stèles de Pagliero San Damiano Macra, Elva, Marmora). 
Au IVe siècle la décadence de l'Empire romain s'accompagne aussi de persécution des chrétiens. La tradition locale de saint Costanzo dit qu'il est martyrisé au pied du mont San Bernardo, à 2 km au nord-est du village. L'abbaye de San Costanzo (de Canneto), est construite au VIIIe siècle par le roi lombard Aripert II avec les moines de l'abbaye de San Colombano (Émilie-Romagne). 
L'abbaye est détruite par des bandes sarrasines au Xe siècle ce qui provoque le reflux des habitants se réfugiant dans les hautes vallées. L'abbaye est reconstruite au XIIe siècle. Il en reste la crypte et la chapelle de Saint-Georges.

## Culture
Villar San Costanzo est connue dans le Piémont pour des rochers ressemblant à des champignons qui se nomment i Ciciu.

## Administration
| Période                                  | Période  | Identité          | Étiquette | Qualité |
| ---------------------------------------- | -------- | ----------------- | --------- | ------- |
| 8 juin 2009                              | En cours | Gianfranco Ellena |           |         |
| Les données manquantes sont à compléter. |          |                   |           |         |

### Hameaux
Morra, Rivoira, Artesio, Rella 

### Communes limitrophes
Busca, Dronero, Roccabruna, Valmala

### Évolution démographique
Habitants recensés

### Jumelage
- Rosières (France)